# 1887 en baseball
Chronologie du baseball
Baseball en 1886 - Baseball en 1887 - Baseball en 1888
Les faits marquants de l'année 1887 en Baseball

## Champions

### Ligue nationale
- 28 septembre : 12e édition aux États-Unis du championnat de baseball de la Ligue nationale. Les Detroit Wolverines s’imposent avec 79 victoires et 45 défaites[1].

| Ligue nationale |                               |      |      |        |      |
| Rang            | Club                          | Vic. | Déf. | % vic. | GB   |
| 1er             | Detroit Wolverines            | 79   | 45   | .637   | --   |
| 2e              | Philadelphia Phillies/Quakers | 75   | 48   | .610   | 3.5  |
| 3e              | Chicago White Stockings       | 71   | 50   | .587   | 6.5  |
| 4e              | New York Giants               | 68   | 55   | .553   | 10.5 |
| 5e              | Boston Beaneaters             | 61   | 60   | .504   | 16.5 |
| 6e              | Pittsburg Alleghenys          | 55   | 69   | .444   | 24   |
| 7e              | Washington Nationals          | 46   | 76   | .377   | 32   |
| 8e              | Indianapolis Hoosiers         | 37   | 89   | .294   | 43   |

### Association américaine
- 3 septembre. 6e édition aux États-Unis du championnat de baseball de l'American Association. Les St. Louis Browns s’imposent avec 90 victoires et 40 défaites.

| Association américaine |                             |      |      |        |      |
| Rang                   | Club                        | Vic. | Déf. | % vic. | GB   |
| 1er                    | St. Louis Browns            | 95   | 40   | .704   | --   |
| 2e                     | Cincinnati Red Stockings    | 81   | 54   | .600   | 14   |
| 3e                     | Baltimore Orioles           | 77   | 58   | .570   | 18   |
| 4e                     | Louisville Colonels         | 76   | 60   | .559   | 19.5 |
| 5e                     | Philadelphia Athletics (en) | 64   | 69   | .481   | 30   |
| 6e                     | Brooklyn Grays              | 60   | 74   | .448   | 34.5 |
| 7e                     | New York Metropolitans      | 44   | 89   | .331   | 50   |
| 8e                     | Cleveland Blues             | 39   | 92   | .298   | 54   |

### World's Championship Series
- 10/26 octobre : 4e édition aux États-Unis des World's Championship Series de baseball entre les champions de l'American Association et de la Ligue nationale. Les Detroit Wolverines s’imposent (10 victoires, 5 défaites) face aux St. Louis Browns.

### Autres compétitions
- Le Habana Base Ball Club enlève le championnat de Cuba en remportant dix victoires pour deux défaites[2].

## Événements
- 14 février : transfert record dans le baseball professionnel aux États-Unis : Mike King Kelly passe des Chicago White Stockings à Boston pour une indemnité de transfert de 10,000 $.
- 6 au 23 mai : Première tentative de mise en place d'un championnat réservé aux joueurs noirs : National Colored Base Ball League. Cette ligue qui comprend huit formations cesse ses activités après seulement deux semaines de compétition.
- 22 juillet : Fred Chapman est aligné par Philadelphia Athletics (en) à 14 ans, 7 mois et 29 jours. C'est le record du plus jeune joueur en Ligue majeure.
- 31 août : Les New York Metropolitans utilisent cinq lanceurs au cours d'un même match. C'est la première fois qu'un club de Ligue majeure procède ainsi.
- Le Canadien Tip O'Neill remporte le triple couronne en American Association avec une moyenne au bâton de 0,435, 14 coups de circuit et 123 points produits.
- fondation  du club de Spiders de Cleveland, une ancienne formation de Ligue majeure de baseball basée à Cleveland (Ohio) qui évolua à ce niveau entre 1887 et 1899.

## Naissances
| - 19 janv. : Chick Gandil - 20 janv. : Bill James - 28 janv. : Jack Coffey - 9 févr. : Heinie Zimmerman - 13 févr. : Eddie Foster - 26 févr. : Grover Cleveland Alexander - 19 mars : José Méndez - 25 mars : Clyde Milan - 8 avr. : Hap Myers - 12 avr. : Sam Agnew - 18 avr. : Bill Rodgers - 19 avr. : Jack Martin |  | - 21 avr. : Joe McCarthy - 26 avr. : Jack Barry - 2 mai : Eddie Collins - 12 mai : Casey Hageman - 24 mai : Jack Killilay - 27 juin : Rube Benton - 8 juil. : Jim Bluejacket - 16 juil. : Joe Jackson - 29 juil. : George Cutshaw - 7 août : Chet Nourse - 24 août : Harry Hooper - 30 août : Tom Seaton |  | - 4 sept. : Tilly Walker - 17 sept. : Nick Cullop - 4 oct. : Ray Fisher (en) - 8 oct. : Ping Bodie - 8 oct. : Donie Bush - 8 oct. : Doc Crandall - 10 oct. : Bill Killefer - 19 oct. : Fred Snodgrass - 6 nov. : Walter Johnson - 9 déc. : Spot Poles - 21 déc. : Cy Williams |